# Арбашево
Арба́шево (рос. Арбашево, башк. Арбаш) — село у складі Аскінського району Башкортостану, Росія. Адміністративний центр Арбашевської сільської ради.
Населення — 209 осіб (2010; 343 у 2002).
Національний склад:
- татари — 75 %